# Pardosa martinii
Pardosa martinii är en spindelart som först beskrevs av Pietro Pavesi 1883.  Pardosa martinii ingår i släktet Pardosa och familjen vargspindlar.
Artens utbredningsområde är Etiopien. Inga underarter finns listade i Catalogue of Life.